# 旭丘站 (宮崎縣)
旭丘站（日语：／ Asahigaoka eki */?）是位於宮崎縣延岡市，屬九州旅客鐵道（JR九州）的日豐本線車站，本站為無人車站。

## 車站構造

### 站房
於1988年才開設的通勤車站，出入口建於月台中央位，採用簡易車站模式運作。因應繁忙時間的通勤需要，因此把出入口的月台部份向街外伸延，興建了一座細小的簡易式站房，並安排職員駐守。站房仿照歐州的木屋造型而建，前端附設售票窗口的售票大堂及一張細小的木製候車座椅，購票後可從旁邊進入月台，中間為可容納一人的站務室，後端為儲物室。但相關安排很快便取消，變為完全無人站。同時在原來售票窗口外增設了一部簡易式自動售票機。
出入口兩旁的位置全闢作單車停泊場，一直延伸至月台末端。

### 月台

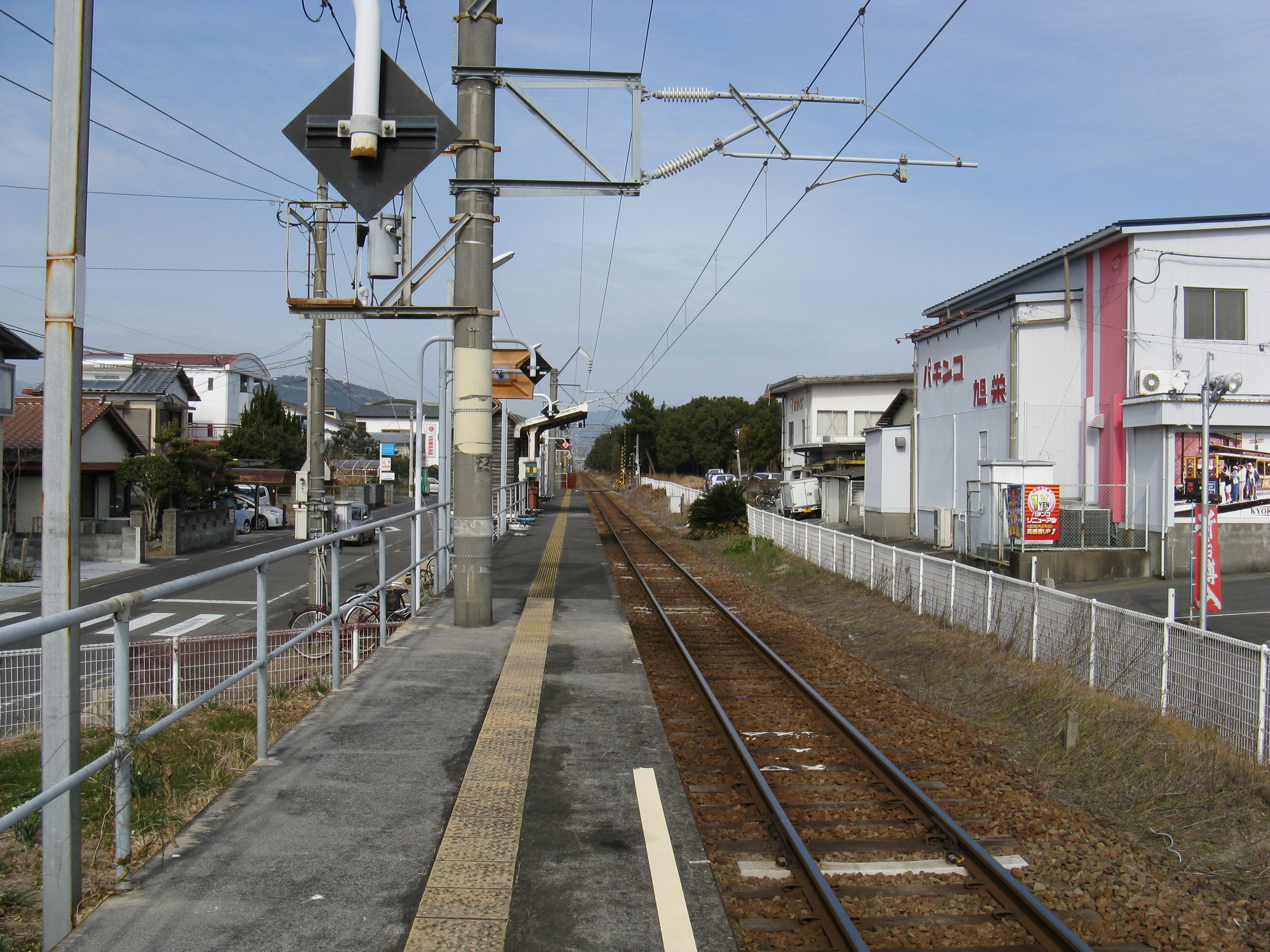
月台（2011年1月）

以鋼架及鋼板所搭建而成的月台，長約85米，有效長度為4輛，為全露天設計，只有站務室及儲物室門口外裝有月台上蓋。向馬路的一方有簡單的圍欄。由於月台闊度狹窄，除幾個美化用的花盤外，並沒有放置任何月台設施。
列車到站時，往宮崎方向為右側上落，往延岡方向為左側上落。
| 路線      | 上下行 | 方向                                           |
| --------- | ------ | ---------------------------------------------- |
| ■日豐本線 | 上行   | 延岡方向                                       |
| ■日豐本線 | 下行   | 南宮崎、宮崎機場、田野、西都城、鹿兒島中央方向 |

## 歷史
- 1988年3月13日：車站啟用[1]。
- 1996年6月1日：隨宮崎綜合鐵道事業部（日语：宮崎総合鉄道事業部）成立，車站從大分分社（日语：九州旅客鉄道大分支社）改為鹿兒島分社（日语：九州旅客鉄道鹿児島支社）管理。
- 2022年4月1日：隨宮崎綜合鐵道事業部改組，並且昇格為宮崎支社（日语：九州旅客鉄道宮崎支社），車站管理權由宮崎支社承繼[2]。

## 使用狀況
以下為近年1日平均乘車人次，2016年起，因JR九州只公佈使用人數首300個車站的人數，本站因未達至公佈實質人數的車站，但一直都超過每日100人次。
| 年度   | 1日平均 乘車人次 | 備註   |
| ------ | ---------------- | ------ |
| 1996年 | 131              |        |
| 1997年 | 114              |        |
| 1998年 | 104              |        |
| 1999年 | 106              |        |
| 2000年 | 109              |        |
| 2001年 | 110              |        |
| 2002年 | 101              |        |
| 2003年 | 109              |        |
| 2004年 | 104              |        |
| 2005年 | 118              |        |
| 2006年 | 138              |        |
| 2007年 | 145              |        |
| 2008年 | 139              |        |
| 2009年 | 151              |        |
| 2010年 | 150              |        |
| 2011年 | 158              |        |
| 2012年 | 164              |        |
| 2013年 | 144              |        |
| 2014年 | 129              |        |
| 2015年 | 131              |        |
| 2016年 | >100             | [ 4 ]  |
| 2017年 | >100             | [ 5 ]  |
| 2018年 | >100             | [ 6 ]  |
| 2019年 | >100             | [ 7 ]  |
| 2020年 | >100             | [ 8 ]  |
| 2021年 | >100             | [ 9 ]  |
| 2022年 | >100             | [ 10 ] |
| 2023年 | >100             | [ 11 ] |

## 車站周邊
車站西邊設有新興住宅區「旭丘」「一岡」，東邊設有國道10號與防潮林，以及延岡新港入口。
- 國道10號

- 旭丘巴士站 - 延岡 - 日向市（岩城日向等）、延岡 - 赤水（外浦）

- 延岡新港

- 旭化成新港基地

- 延岡旭丘郵局
- 旭丘入口巴士站
- 延岡市立一岡小學（日语：延岡市立一ヶ岡小学校）
- 延岡市立土土呂小學（日语：延岡市立土々呂小学校）
- 延岡市立土土呂中學（日语：延岡市立土々呂中学校）

## 相鄰車站
九州旅客鐵道
■日豐本線
南延岡－旭丘－土土呂

## 外部連結
- JR九州旭丘站 （页面存档备份，存于）